# Liste des clochers-murs de l'Isère
Cet article recense les édifices religieux de l'Isère, en France, munis d'un clocher-mur.

## Liste
| Édifice             | Commune             | Notes | Coordonnées                      | Photo |
| ------------------- | ------------------- | ----- | -------------------------------- | ----- |
| Église Saint-Nizier | Charvieu-Chavagneux |       | 45° 43′ 38″ nord, 5° 08′ 43″ est |       |